# ウズベキスタンにおけるLGBTの権利
ウズベキスタンにおいて、男性同士の性交は違法とされている。違法行為を行った場合、罰金もしくは最大3年の懲役刑が課される。
ウズベキスタン刑法 1994/95 (2001年改正)
- § 120

“Besoqolbozlik、すなわち男性同士が自発的に性交を行った場合、最大3年の懲役刑を課す。” 